# Železniční nehoda ve Světci
Železniční nehoda ve Světci byla srážka dvou nákladních vlaků, ke které došlo ve stanici Světec na železniční trati Ústí nad Labem – Bílina 4. dubna 2021 ve 14.16 hodin. Nákladní expres číslo 54334 společnosti ORLEN Unipetrol Doprava (UNIDO) vedený motorovou lokomotivou 753.740 se na výhybce číslo 7 střetl s průběžným nákladním vlakem číslo 66403 společnosti ČD Cargo (ČDC) vedený elektrickou lokomotivou 123.023. Strojvedoucí vlaku UNIDO vezoucího cisternové vozy naplněné propan-butanem nehodu nepřežil, strojvedoucí vlaku ČDC vezoucího uhlí se zachránil výskokem z lokomotivy. Na jedné z lokomotiv vypukl požár, na místě zasahovalo 9 hasičských jednotek a vrtulník letecké záchranné služby. Podle předběžných informací bylo zabezpečovací zařízení v pořádku, přičemž nehodu pravděpodobně způsobil strojvedoucí vlaku UNIDO, který nehodu nepřežil.
Celková škoda byla vyčíslena na asi 50 milionů korun (vlak UNIDO 34 mil. Kč, vlak ČDC 9 mil. Kč, infrastruktura 4,5 mil. Kč).